# ناتالیا پوکلونسکایا
ناتالیا پوکلونسکایا (به روسی: Наталья Поклонская) (زاده ۱۸ مارس ۱۹۸۰) یک سیاستمدار روسی است که از ۱۸ سپتامبر ۲۰۱۶ به عنوان یک نمایندهٔ دومای دولتی روسیه و معاون رئیس کمیتهٔ امور خارجهٔ دومای دولتی مشغول به کار است.
پوکلونسکایا از ۲۵ مارس ۲۰۱۴ تا ۶ اکتبر ۲۰۱۶ دادستان کل جمهوری کریمه بود. او در ۶ اکتبر ۲۰۱۶ و به دنبال راه یافتنش به دومای دولتی در جریان انتخابات پارلمانی ۲۰۱۶ روسیه، از دادستانی کل استعفا داد.

## پدیدهٔ اینترنتی
در تاریخ ۱۹ مارس ۲۰۱۴ مقام‌های کریمهٔ تحت حمایت روسیه، ناتالیا پوکلونسکایا را در جریان یک کنفرانس مطبوعاتی با عنوان «دادستان کل کریمه» معرفی کردند. تا پیش از این انتصاب، او در دادستانی کُل اوکراین در شهر کیِف و همچنین شهر سیمفروپول در کریمه به شغل وکالت مشغول بود. در پی این انتصاب، برخی آنقدر تحت تأثیر زیبایی پوکلونسکایا قرار گرفته بودند که با الهام از چهرهٔ او، تصاویر کارتونی و انیمه او را طراحی و به شکل وسیعی در اینترنت منتشر کردند.

## نمونهٔ انیمه‌های پوکلونسکایا

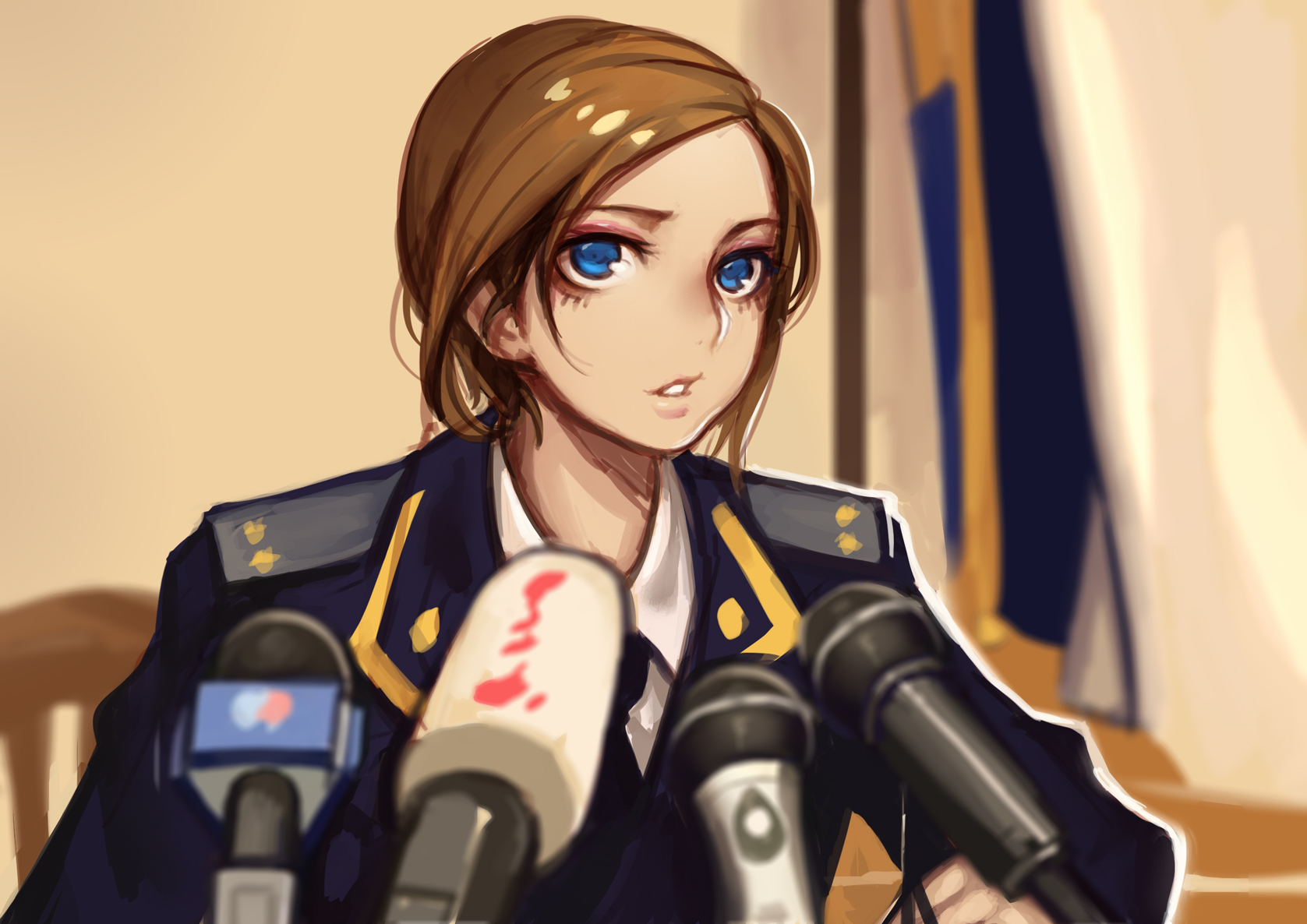
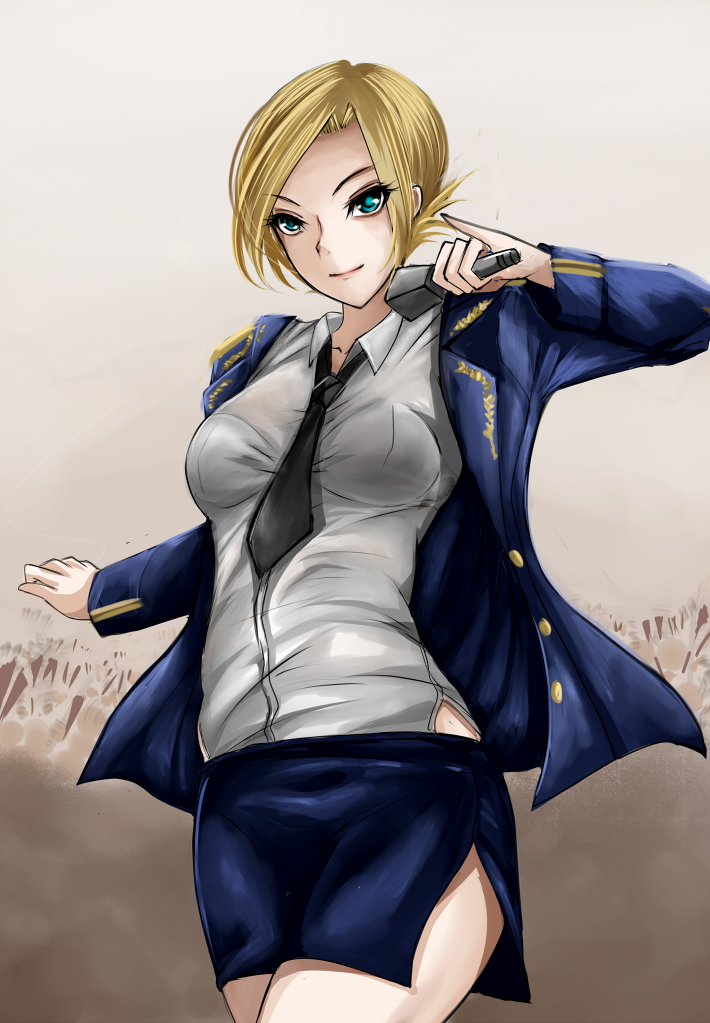
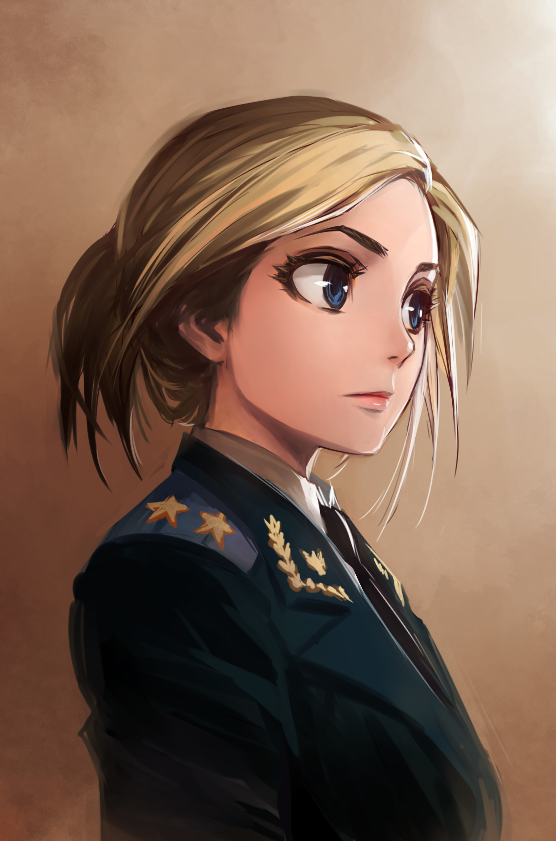